# Wymysłów (powiat sochaczewski)
Wymysłów – wieś w Polsce położona w województwie mazowieckim, w powiecie sochaczewskim, w gminie Sochaczew. Ma status sołectwa.
| SIMC    | Nazwa  | Rodzaj    |
| ------- | ------ | --------- |
| 1057982 | Polany | część wsi |

W latach 1975–1998 miejscowość należała administracyjnie do województwa skierniewickiego.